# Guau (programa de televisión)
Guau fue un programa de televisión en formato magazine producido y transmitido por el canal mexicano Telehit, desde el año 2005 hasta el 11 de mayo de 2015, que presentó las diferentes noticias del espectáctulo además de varios artículos relaciones con la comunidad LGTB tanto hispana como anglosajona.

## Presentadores
Desde su creación en 2005 hasta su final en 2015, Guau tuvo los siguientes animadores:
- Alex Kaffie
- Emilio Conde (quien falleció en 2007)[2]
- Alejandra Bogue
- Lorena Fernández
- Sergio Téllez-Pon
- Ricky Lips
- Israel Labastida
- Ruberli
- Alex Reyna
- Melany
- Juan Pablo Quijano
- Miguel Ángel Cundapi Bustamante "Micky"
- Luis Rivas
- Jorge Volkova
- Sebastian Resendiz
- Rodolfo Geovanny Benavides

## Contenido
El programa desde su inicio no presentó censura, a pesar de que se citaron casos polémicos dentro del show. A lo largo de una década se consolidó como un ancla dentro de la televisión mexicana y ser pionero en exponer abiertamente diferentes noticias de variedades del colectivo homosexual. En el escenario del show se presentaron diferentes cantantes y figuras del entretenimiento, como Jenni Rivera, Verónica Castro, Yuri, Fey, Anahí, y Diana Reyes. además de proyectar talentos musicales aún no reconocidos y Travestis Imitadores.